# Шкарино (Псковская область)
Шкарино — деревня в Палкинском районе Псковской области России.
Входит в состав Новоуситовской волости.
Расположена в 16 км к юго-востоку от посёлка Палкино и в 3 км к югу от деревни Новая Уситва.
Население — 71 человек (2000 год).